# Morphologische Angleichung
Morphologische Angleichung ist ein Phänomen der sprachlichen Morphologie, welches insbesondere in der historischen Linguistik anzutreffen ist. Es handelt sich im Allgemeinen um das Phänomen, dass sich verschiedene Wortformen innerhalb eines Flexionsparadigmas an eine bestimmte Form des Paradigmas angleichen. Als Resultat entstehen Synkretismen, das sind Vorkommen derselben Wortformen, die jeweils unterschiedliche aber teils eng verwandte Funktionen und Bedeutungen ausdrücken. 
Die deutsche Sprache hat – so wie der größte Teil der westgermanischen Sprachen – in ihrer Geschichte sowohl in der Flexion der Substantive wie in der Konjugation der Verben morphologische Angleichungen gekannt. Ein Beispiel ist das teilweise Verschwinden der Pluralsuffixe bei Wörtern, deren Wortstamm im Singular auf -el oder -er endet. Im Nominativ, Genitiv und Akkusativ ist dieses Suffix mittlerweile durch ein Nullallomorph ersetzt worden (zum Beispiel "die/der/die Finger"). Nur im Dativ gibt es hier noch ein sichtbares Morphem: "den Finger-n".
Ein zweites Beispiel ist die Bildung des Präteritums bei Verben wie backen, das heutzutage häufiger backte als buk ist. Weil heutzutage im Deutschen so wie in den meisten anderen westgermanischen Sprachen die Konjugation schwacher Verben üblicher ist als die der starken Verben, neigt man dazu, die Formen gleichartiger Konjugationen so viel wie möglich aufeinander abzustimmen. Im Englischen  sind fast alle starken Verben auf diese Weise schwach geworden. Jedoch hat sich auf diese gleiche Weise in manchen kleinen deutschen Dialekten auch das Präteritum fragte in frug geändert, während heutzutage im Niederländischen das Präteritum vroeg (< vragen, "fragen") statt vraagde sogar die einzige Standardform ist. 